# Вајсенберг
Вајсенберг или Вуспорк (њем. Weißenberg, глсрп. Wóspork) је мали град у њемачкој савезној држави Саксонија. Једно је од 63 општинска средишта округа Бауцен. Посједује регионалну шифру (AGS) 14625610.

## Географски и демографски подаци
Град се налази на надморској висини од 197 метара. Површина општине износи 50,9 km². У самом граду је, према процјени из 2010. године, живјело 3.436 становника. Просјечна густина становништва износи 67 становника/km².